# Gyptis vittata
Gyptis vittata är en ringmaskart som beskrevs av Webster och Benedict 1887. Gyptis vittata ingår i släktet Gyptis, och familjen Hesionidae. Inga underarter finns listade i Catalogue of Life.